# Armando González (Ruderer)
Armando González González (* 8. August 1931 in Vigo; † 7. Dezember 2022 ebenda) war ein spanischer Steuermann im Rudern.

## Biografie
Armando González gehörte dem Real Club Náutico de Vigo an. Bei den Olympischen Spielen 1960 nahm er mit Franco Cobas, Emilio García, José Méndez und Alberto Valtierra in der Vierer-mit-Steuermann-Regatta teil.
González starb am 7. Dezember 2022 im Alter von 91 Jahren.